# Cryphia assimilis
Cryphia assimilis är en fjärilsart som beskrevs av W. Warren 1910. Cryphia assimilis ingår i släktet Cryphia och familjen nattflyn. Inga underarter finns listade i Catalogue of Life.